# Gsteig bei Gstaad
Gsteig bei Gstaad là một đô thị ở huyện Saanen ở bang Bern ở Thụy Sĩ. Đô thị này có diện tích 62,4 km², dân số năm 2006 là 950 người.
Đô thị này nằm ở hạ lưu thung lũng sông Saane tại Bernese Oberland.
Hồ chứa nước nhân tạo Arnensee nằm ở đô thị này.